# Präaualm
Die Präaualm (auch Präau-Hochalm) ist eine Alm in der Gemeinde Dorfgastein im österreichischen Bundesland Salzburg.

## Lage und Charakteristik
Die Präaualm liegt im Tal zwischen den zur Goldberggruppe gehörenden Bergen Mooseckhöhe im Nordwesten, Tagkopf im Nordosten und Wetterkreuz im Westen. Sie befindet sich in der Ortschaft Luggau und in der Katastralgemeinde Dorfgastein und ist dem Präaugut in Luggau zugehörig. Über das Gelände fließt mit dem Präaualmbach ein linksseitiger Nebenbach des Luggauer Bachs. Die Präaualm ist Teil des Eigenjagdgebiets Dorferalpe. Östlich des Areals erstrecken sich eine Rotwild-Ruhezone, die von 1. November bis 31. Mai nicht betreten werden darf, sowie südlich und westlich Gamswild-Ruhezonen, in denen von 1. Dezember bis 31. Mai kein Zutritt erlaubt ist. Im Westen wird die Alm von Grünerlen-Buschwald begrenzt. Im alpinen Ödland im Nordosten befindet sich eine Heidelbeer-Heide.
Auf der Alm wird im Sommer nach wie vor Vieh gehalten. Eine Almhütte steht auf einer Höhe von 1809 m ü. A. Sie wird witterungsabhängig von Ende Juni bis Mitte September als Jausenstation betrieben. Auf Anfrage sind auch Übernachtungen möglich. Daneben ist ein Spielplatz vorhanden. Auf der Präaualm gibt es eine Stempelstelle für Wandernadeln des Österreichischen Alpenvereins. Über das Areal führt der Weitwanderweg Salzburger Almenweg. Außerdem endet hier eine aus Patzberg kommende Mountainbikestrecke.

## Geschichte
Die Almhütte wurde in den 1870er Jahren errichtet. Sie ist in einem guten Erhaltungszustand.